# Ljepiva lepica
Ljepiva lepica (ljepljiva drijemina, popadnica, rumenika; lat. Viscaria vulgaris; sin. Silene viscaria,  Lychnis viscaria L.), vrsta trajne zeljaste biljke iz porodice klinčićevki, nekada ukljućivana u rodove  drijemina (Lychnis) i pušina.  Raširena je po Europi, uključujući i Hrvatsku
Naziv vrste viscaria dolazi od riječi viscum (imela), jer je biljka ljepljiva poput imele.